# 호스팅어
호스팅어(영어: Hostinger)는 사원주주 웹 호스팅 제공자이자 인터넷 도메인 등록 기관이다. 2004년 설립된 호스팅어는 현재 178개국 지사 총합 29,000,000명 이상의 사용자가 있다. 이 기업은 클라우드 웹 호스팅 기술을 사용하며 MySQL, FTP, PHP와 더불어 호스팅을 제공한다. 호스팅어는 000Webhost, Niagahoster, Weblink의 모회사이다.
000webhost도 hostinger가 운영하고 있다